# Delitto di Garlasco
Il delitto di Garlasco è un caso di omicidio avvenuto il 13 agosto 2007 a Garlasco, in provincia di Pavia, di cui fu vittima Chiara Poggi, ritrovata senza vita nella villetta di famiglia.
Il fidanzato della vittima, Alberto Stasi, dall'inizio unico indagato fu inizialmente assolto in primo e secondo grado ma fu ritenuto colpevole nella revisione del processo: nel 2015, la sentenza divenne definitiva a seguito del pronunciamento della Corte di cassazione.
La rilevanza mediatica del caso sollevò il problema di come la pressione dei mass media possa averne influenzato le indagini e l'esito dei processi (tra i primi in Italia a essere basati interamente sulle perizie scientifiche) e, inoltre, di come il modo con cui furono condotte le indagini possa avere pregiudicato l'esito delle stesse a seguito di errori accertati nella raccolta delle prove, tanto che, a distanza di quasi vent'anni dal delitto e nonostante una sentenza definitiva di condanna pronunciata nei confronti di Alberto Stasi, sono state avviate nuove indagini e nuove ipotesi investigative sono state vagliate dagli inquirenti.

## Storia
(Luigi Manconi, su La Repubblica del 21 maggio 2025)
Nella mattinata di lunedì 13 agosto 2007, Chiara Poggi, 26 anni, originaria di Vigevano, impiegata laureata in economia all'Università di Pavia, fu colpita a morte con un oggetto contundente mai identificato né ritrovato (forse un martello o un attizzatoio da camino), nella villetta in cui viveva con la famiglia a Garlasco; al momento del delitto la ragazza era sola in casa, poiché il resto della famiglia era in vacanza.
Il corpo venne ritrovato riverso sulle scale che conducevano alla cantina della villetta dal fidanzato della vittima, Alberto Stasi, 24 anni, all'epoca studente di economia all'Università Bocconi di Milano; Stasi tornò in auto e chiamò i soccorsi e si diresse alla caserma dei carabinieri dove raccontò che aveva trovato il corpo di Chiara Poggi. Le prime indagini vennero svolte senza le necessarie attrezzature che di norma vengono utilizzate per evitare di inquinare la scena del delitto. Venne appurato poi che le molte persone incaricate dei rilievi sulla scena del crimine non avevano adottato misure volte a non inquinare le prove come guanti e il gatto stesso della ragazza fu lasciato libero di muoversi per la casa per tutto il tempo.
I sospetti si concentrarono su Stasi a causa del fatto che le scarpe che egli riferì di avere indosso al momento della scoperta del cadavere fossero pulite e egli stesso aveva detto di aver camminato su pavimenti sporchi di sangue. Le scarpe vennero sequestrate solo due giorni dopo, durante l'interrogatorio di Stasi il quale, quando gli chiesero che scarpe avesse indossato la mattina, rispose mostrando quelle che aveva ai piedi.
Il corpo venne tumulato il 18 agosto ma, quando gli investigatori iniziarono a esaminare le relazioni scientifiche, si accorsero che non erano state prese le impronte digitali della vittima, fondamentali per poterle escludere da tutte le altre rinvenute sulla scena del crimine e quindi, due giorni dopo, una settimana dopo il delitto, il cadavere fu riesumato.
Stasi fu arrestato il 24 settembre 2007, con un ordine della procura di Vigevano, ma scarcerato quattro giorni dopo dal giudice per le indagini preliminari Giulia Pravon per insufficienza di prove.

### L'ora del delitto e l'alibi di Stasi
A causa della mancanza della bilancia nell'obitorio di Vigevano dove era stato portato il cadavere, non ne venne misurato il peso, parametro fondamentale, insieme alla temperatura, per determinare l'ora della morte e di conseguenza le indagini si dovettero basare su dati approssimativi per ricostruire l'ora del delitto. L'autopsia fu svolta il 16 agosto e stabilì che la ragazza era stata uccisa tra le 10:30 e le 13 del 13 agosto.
Secondo l'alibi che fornì fin da subito Stasi, la mattina del delitto stava lavorando alla redazione della sua tesi di laurea sul suo computer. Il computer fu consegnato ai carabinieri già il giorno successivo. Alcune operazioni inappropriate degli inquirenti, tuttavia, avrebbero alterato e cancellato gli accessi alla memoria di archiviazione dell'elaboratore. Solo grazie a una perizia informatica molto più approfondita si accertò che Stasi ne fece uso continuativamente dalle 9:35 alle 12:20.
Venne appurato che alle 9:12 la vittima era ancora viva perché disattivò l'antifurto di casa.

### L'assenza di tracce di sangue
Le scarpe di Stasi, quelle che calzava nel momento in cui sarebbe entrato nella villetta e con le quali avrebbe percorso i corridoi sporchi di sangue fino alla scoperta del cadavere, vennero sequestrate due giorni dopo il delitto e non presentavano più tracce di sangue. Secondo l'accusa non erano quelle usate da Stasi il giorno del delitto ma, secondo la perizia ordinata dal giudice, era possibile che nelle 48 ore successive le suole si fossero ripulite per sfregamento durante l'uso.
Secondo la perizia dei RIS del 2014, le scarpe avrebbero dovuto trattenere particelle ematiche, e queste avrebbero dovuto trasferirsi al tappetino dell'auto usata da Stasi dopo la scoperta del delitto. L'auto col tappetino vennero sequestrati dagli inquirenti una settimana dopo il delitto, rendendo incerte tutte le successive perizie.
Secondo l'ipotesi accusatoria, Stasi non sarebbe veramente entrato nella villetta per scoprire il delitto, un delitto di cui era già a conoscenza perché sarebbe stato lui a commetterlo. La difesa invece sostenne che Stasi camminò nella villetta evitando le pozze di sangue e che, a causa del tempo ormai trascorso dal delitto, gli schizzi più piccoli di sangue di cui era cosparso tutto il pavimento erano ormai già secchi (al tempo si sostenne che eventuali bassi residui si sarebbero ripuliti al contatto con l'erba bagnata del giardino). In effetti, particelle di DNA della vittima furono trovate già nel 2007 sul tappeto dell'automobile da lui usata, ma ci fu incertezza sul fatto che fossero sangue e furono scartate dal GUP. Secondo le nuove analisi, invece, almeno le tracce del tappetino sono ematiche.

### Il giallo delle biciclette e dei pedali
Due testimoni (Franca Bermani ed Emanuela Travain) ritenute affidabili notarono quella mattina, verso le 9:10, una bicicletta nera da donna appoggiata al muro di cinta esterno della villetta dei Poggi, che fu da subito collegata con l'assassino di Chiara. Stasi possedeva invece una bicicletta da uomo bordeaux di marca "Umberto Dei", che fu subito sequestrata. Sui pedali di questa bicicletta furono trovate tracce biologiche di Chiara Poggi, benché non ematiche. Stasi aveva anche a disposizione una bicicletta nera da donna di marca "Luxury", di proprietà dei suoi familiari, che fu visionata dal maresciallo dei Carabinieri Francesco Marchetto ma non sequestrata, perché ritenuta non compatibile con la descrizione di una testimone, che la descriveva con un portapacchi nero.
Una perizia condotta 7 anni dopo dalla parte civile, l'avvocato Tizzoni, accertò che la bicicletta nera da donna della famiglia Stasi montava pedali "Union", montati di serie anche sulla bicicletta "Umberto Dei" da uomo bordeaux personale di Stasi. Viceversa, tale bicicletta, sequestrata ai tempi dell'inchiesta, montava pedali non originali Wellgo, sui quali sono state trovate tracce del DNA della vittima. Si è supposto pertanto che potesse esserci stato uno scambio di pedali tra le due biciclette. Secondo questa ricostruzione, Stasi, essendo venuto a conoscenza che delle testimoni avevano notato una bicicletta nera fuori della villetta, nella settimana successiva al delitto avrebbe scambiato i pedali della bicicletta nera, sporchi delle tracce biologiche di Chiara Poggi, con quelli della sua bicicletta bordeaux, allo scopo di confondere le prove.
Al processo di appello bis nel 2014 è tuttavia il rappresentante dell'accusa, il sostituto procuratore generale di Milano Laura Barbaini, a sostenere che «È matematicamente escluso che vi sia stato uno scambio tra i pedali» delle due biciclette disponibili ad Alberto Stasi. Ella esclude lo scambio di pedali sulla base di una consulenza «sulla data di fabbricazione dei vari componenti e sulle eventuali modifiche» affidata a degli esperti durante le attività istruttorie eseguite nell’ambito del processo di appello-bis. Nell’istanza in cui ha chiesto ai giudici della Corte di Assise d’Appello che siano svolte ulteriori attività istruttorie, la Barbaini spiega che la bicicletta nera sequestrata «è coerente in tutti i suoi componenti che hanno date di fabbricazione tra loro congruenti». In realtà - chiarisce il magistrato - non è mai avvenuto nessuno scambio di pedali tra la "Umberto Dei" bordeaux di Stasi e la bicicletta nera da donna sequestrati.

### Il materiale genetico sotto le unghie della vittima e il capello
Sulla scena del crimine è stato rinvenuto un capello castano chiaro, risultato privo di bulbo e quindi di DNA. Sotto le unghie della vittima erano presenti dei residui organici che contenevano marcatori maschili compatibili, ma non attribuibili con certezza, all'imputato.
Notizie non confermate diffuse da alcuni mass media riportarono che essi corrispondevano con almeno due profili maschili sconosciuti e non identificabili o confrontabili a causa del deterioramento del materiale.

## Processi
Dell'omicidio fu indagato il fidanzato della vittima, Alberto Stasi, che venne assolto dall'accusa con rito abbreviato, sia in primo grado, nel 2009, che in secondo grado, nel 2011 ma la Corte di cassazione, il 18 aprile 2013, annullò la sentenza di assoluzione ordinando esami del DNA sul capello trovato tra le mani della vittima (non noto durante il primo giudizio) e su residui di DNA sotto le unghie, repertati e mai analizzati; nonostante l'annullamento con rinvio dell'assoluzione, la Suprema corte ribadì che fosse, a proprio giudizio, difficile «pervenire a un risultato, di assoluzione o di condanna, contrassegnato da coerenza, credibilità e ragionevolezza» e quindi «impossibile condannare o assolvere Alberto Stasi», preferendo però non confermare l'assoluzione, in attesa dei nuovi esami scientifici.
Al processo d'appello di rinvio il 17 dicembre 2014 Stasi viene ritenuto colpevole e condannato a ventiquattro anni di reclusione per omicidio volontario, con l'esclusione però delle aggravanti della crudeltà e della premeditazione; la pena verrà ridotta a 16 anni grazie al rito abbreviato. Presentando poi ricorso in Cassazione, il PM chiede la conferma della condanna e l'aggiunta dell'aggravante della crudeltà, mentre la difesa chiede l'annullamento senza rinvio o un nuovo processo, ricollegandosi ai dubbi espressi in precedenza dalla stessa Cassazione sull'impossibilità di determinare la colpevolezza o l'innocenza con certezza.
Il procuratore della Cassazione dr. Cedrangolo chiese l'annullamento della condanna, con preferenza per il rinvio e, il 12 dicembre 2015, la Corte di cassazione confermò la sentenza-bis della Corte d'appello di Milano, condannando quindi in via definitiva Stasi a 16 anni di reclusione.
Nel 2020 la richiesta di revisione del processo da parte di Stasi è stata rigettata, esito confermato in cassazione nel 2021.

### Motivazioni
In particolare, la colpevolezza di Alberto Stasi risiederebbe:
1. nel fatto che Chiara Poggi è stata uccisa da una persona conosciuta, arrivata da sola in bicicletta, che ella stessa ha fatto entrare in casa. Chi si è introdotto nell'abitazione della famiglia Poggi conosceva bene tale luogo, come desumibile anche dal percorso effettuato all'interno delle stanze al piano terra;
2. nel fatto che Stasi, fidanzato della vittima, in rapporto di confidenza con lei, conoscitore della sua casa e delle sue abitudini e possessore di più di una bicicletta da donna, compatibile con la "macrodescrizione" fattane dalle testimoni Bermani e Travain, ha fornito un alibi non sufficiente a escludere la sua presenza sulla scena del crimine nella "finestra temporale" compatibile con la commissione dell'omicidio;
3. nel fatto che Alberto Stasi ha reso un racconto incongruo, illogico e falso, quanto al ritrovamento del corpo senza vita della fidanzata, sostenendo di avere attraversato di corsa i diversi locali della villetta per cercare Chiara; sulle sue scarpe, tuttavia, non è stata rinvenuta traccia di residui ematici, né le macchie di sangue sul pavimento sono risultate modificate dal suo passaggio;
4. nel fatto che l'assassino era un uomo che calzava scarpe n. 42 e Alberto Stasi possedeva e indossava anche scarpe della marca di quelle dell'aggressore, nonché anche di taglia 42.[38]

### Richiesta di revisione processuale
Gli avvocati di Alberto Stasi presentano ricorso presso la Corte europea dei diritti dell'uomo per ottenere la revisione del processo.
Il 19 dicembre 2016 la difesa presenta una perizia genetica che indica che il DNA ritrovato sotto le unghie di Chiara Poggi apparterrebbe a un conoscente della vittima e non a Stasi. Il 22 dicembre la procura di Pavia ha aperto una nuova indagine riguardante un amico di Marco Poggi, fratello minore di Chiara, cioè Andrea Sempio, il quale era solito spostarsi in bicicletta a Garlasco e avrebbe il numero di scarpe simile a quello di Stasi, oltre a un alibi non completamente solido. Il giorno seguente il Procuratore generale di Milano, Roberto Alfonso, ha accolto l'istanza di richiesta della revisione del processo e l'ha trasmessa alla competente Corte d'appello di Brescia.
La Corte d'appello di Brescia si è dichiarata nel 2017 non competente per vizio procedurale (gli avvocati di Stasi non hanno presentato esplicita richiesta). I legali hanno poi ripresentato istanza, allegando anche prove testimoniali. L'inchiesta su Andrea Sempio è stata invece archiviata il 2 marzo 2017. Sempio ha poi querelato i legali di Stasi per calunnia. Stasi a maggio del 2017 ha invece inoltrato ricorso straordinario in Cassazione per vizio di procedura (testimoni e prove di primo e secondo grado non richiamati in appello sebbene non delegittimati nell'annullamento, che chiese solo alcuni nuovi accertamenti: ossia la donna che vide la bicicletta non riconoscendola, i periti informatici e i periti medico-legali di primo grado) e quindi violazione del diritto al giusto processo, chiedendo la revoca della condanna, il sollevamento della questione di legittimità costituzionale e un nuovo processo d'appello.
Il 19 marzo 2021 la prima sezione penale della Corte suprema di cassazione ha respinto la richiesta di revisione della condanna per omicidio, permanendo «la valenza indiziaria di altri numerosi e gravi elementi» contro Stasi.
Il 12 dicembre 2023 la Corte europea dei diritti dell'uomo (prima sezione) ha respinto la richiesta di revisione della condanna per omicidio. Il 7 febbraio 2025 la medesima Corte europea ha respinto per la seconda volta la richiesta di revisione.

### L'ipotesi Sempio
Le indagini condotte tra il 2016 e il 2017 a seguito di una perizia della difesa di Stasi che ipotizzava la presenza del DNA di Andrea Sempio (un amico del fratello della vittima) sulle unghie di Poggi furono archiviate in quanto la perizia fu ritenuta inaffidabile.
L'11 marzo 2025 ad Andrea Sempio fu notificato un nuovo avviso di garanzia a seguito di una nuova indagine sul DNA.

## Procedimenti correlati

### Risarcimenti
Alberto Stasi è stato condannato a risarcire un milione di euro in sede civile alla famiglia Poggi. Dopo aver lavorato come centralinista al carcere di Bollate e rinunciato all'eredità paterna, risultando nullatenente, nel 2018 Stasi ha raggiunto un accordo con la famiglia Poggi per il risarcimento di 700 000 euro, di cui metà già liquidati, e dal 2023 è potuto uscire dall'istituto penitenziario in orario diurno per lavorare come contabile.

### Accuse di pedopornografia
Stasi è stato accusato anche di possesso di materiale pedopornografico e, come possibile movente del delitto, venne indicato dall'accusa del processo per omicidio in primo e secondo grado il fatto che Chiara potesse averlo scoperto. Egli venne inizialmente condannato in primo grado e in appello, in un processo separato, a una pena di 30 giorni di reclusione convertiti poi in 2 540 euro di multa più l'interdizione perpetua a lavorare a contatto con minorenni; venne invece assolto con annullamento senza rinvio dalla Cassazione nel 2014, per insussistenza del fatto in quanto tali presunti file visivi erano solo "tracce", mai scaricate, recuperate parzialmente dalla polizia scientifica ma che non furono mai visibili all'imputato. Nel computer venne trovato solo materiale pornografico legale, che Stasi ammise di possedere e visionare periodicamente, anche in compagnia della fidanzata poi assassinata.

### Falsa testimonianza di Francesco Marchetto
L'ex maresciallo dei carabinieri Francesco Marchetto, nel 2015, è stato invece accusato di falsa testimonianza poiché avrebbe mentito sulla sua presenza durante l'interrogatorio della teste Bermani riguardo alla bicicletta nera da donna vista sul luogo del delitto (Marchetto era presente in caserma ma non nella stanza dove si svolgeva l'interrogatorio). Egli visionò il 14 agosto 2007 la bicicletta situata nell'officina di Nicola Stasi, padre di Alberto constatando, verbale alla mano, che non assomigliava a quella descritta dalla Bermani. Il 23 settembre 2016 il giudice monocratico del Tribunale di Pavia Daniela Garlaschelli ha condannato per falsa testimonianza Marchetto a due anni e mezzo di reclusione e a una provvisionale di 10 000 euro per risarcimento danni da pagarsi ai familiari di Chiara Poggi. Nel 2017 la corte d'appello ha dichiarato l'intervenuta prescrizione del reato e la fine del procedimento.

### Diffamazione contro Stasi
Il 15 novembre 2017 si è aperto un procedimento per diffamazione e minacce ai danni di Alberto Stasi contro l'amministratrice di una pagina Facebook, che aveva scritto ingiurie e usato stalking contro Stasi seguendolo in un parcheggio quando era ancora libero. Gli avvocati di Stasi chiesero 40 000 euro di risarcimento e rifiutarono il patteggiamento per 15 000 euro. La donna, sedicente medium, ha risarcito Stasi extragiudizialmente di 6 000 euro ed è stata condannata per diffamazione in sede civile a risarcirlo di 9 000 euro, per un totale di 15 000 euro, nonché al pagamento di una multa di 800 euro e al pagamento delle spese processuali per il solo reato di diffamazione aggravata, non ritenendo invece fondata l'accusa di minacce.

## Nella cultura di massa

### Televisione
- Matrix, Alessio Vinci, Canale 5
- Porta a Porta, Bruno Vespa, Rai 1
- Chi l'ha visto?, Federica Sciarelli, Rai 3
- Quarto grado, Gianluigi Nuzzi e Alessandra Viero, Rete 4
- Mistero, Daniele Bossari, Marco Berry, Jane Alexander, Lucilla Agosti, Andrea G. Pinketts e Nicole Pelizzari, Italia 1
- Le Iene, Italia 1
- Tutta la verità, Nove
- Delitti: Speciale Garlasco, Crime + Investigation[61]
- Crimini Italiani: Il delitto di Garlasco, Pino Rinaldi, Nove

### Internet
- Indagini: Garlasco, 13 agosto 2007 (2022), podcast in due puntate a cura di Stefano Nazzi per il Post.[62]
- Falsissimo Ep. 10 - Tutta la verità su Garlasco e Falsissimo Ep. 10 - Tutta la verità su Garlasco - Parte 2, Fabrizio Corona, YouTube.

### Citazioni
- Alberto Stasi viene citato nel singolo Killer Star di Immanuel Casto.[63]
- Alberto Stasi viene citato dal rapper italiano Fabri Fibra nel brano Controcultura, contenuto nell'omonimo album.
- Secondo lo scrittore noir Massimo Carlotto, questo caso di processo mediatico ha segnato negativamente il culmine e la svolta di quelle che ha chiamato "attrazioni criminali nella fabbrica del consenso", che distrarrebbero il telespettatore medio dai grandi crimini di stampo mafioso e contribuirebbero a diminuire il garantismo e lo Stato di diritto.[64]